# Cleveland Cavaliers 1989-1990
La stagione 1989-90 dei Cleveland Cavaliers fu la 20ª nella NBA per la franchigia.
I Cleveland Cavaliers arrivarono quarti nella Central Division della Eastern Conference con un record di 42-40. Nei play-off persero al primo turno con i Philadelphia 76ers (3-2).

## Roster
| N° | Naz.                   | Ruolo | Sportivo         | Anno | Alt. | Peso |
| -- | ---------------------- | ----- | ---------------- | ---- | ---- | ---- |
| 1  | Stati Uniti (bandiera) | GA    | Reggie Williams  | 1964 | 201  | 86   |
| 3  | Stati Uniti (bandiera) | GA    | Craig Ehlo       | 1961 | 198  | 82   |
| 4  | Stati Uniti (bandiera) | GA    | Ron Harper       | 1964 | 198  | 84   |
| 5  | Stati Uniti (bandiera) | G     | Steve Kerr       | 1965 | 191  | 79   |
| 18 | Stati Uniti (bandiera) | AC    | Hot Rod Williams | 1962 | 211  | 98   |
| 20 | Stati Uniti (bandiera) | A     | Winston Bennett  | 1965 | 201  | 95   |
| 22 | Stati Uniti (bandiera) | AC    | Larry Nance      | 1959 | 208  | 93   |
| 23 | Stati Uniti (bandiera) | G     | John Morton      | 1967 | 191  | 82   |
| 24 | Stati Uniti (bandiera) | C     | Chris Dudley     | 1965 | 211  | 107  |
| 25 | Stati Uniti (bandiera) | G     | Mark Price       | 1964 | 183  | 77   |
| 30 | Stati Uniti (bandiera) | C     | Tree Rollins     | 1955 | 216  | 107  |
| 31 | Stati Uniti (bandiera) | GA    | Randolph Keys    | 1966 | 201  | 88   |
| 33 | Stati Uniti (bandiera) | A     | Derrick Chievous | 1967 | 201  | 88   |
| 43 | Stati Uniti (bandiera) | C     | Brad Daugherty   | 1965 | 213  | 109  |
| 44 | Stati Uniti (bandiera) | AC    | Paul Mokeski     | 1957 | 213  | 113  |
| 52 | Stati Uniti (bandiera) | A     | Chucky Brown     | 1968 | 201  | 97   |
| 54 | Giamaica (bandiera)    | A     | Gary Voce        | 1965 | 206  | 109  |

## Staff tecnico
- Allenatore: Lenny Wilkens
- Vice-allenatori: Dick Helm, Brian Winters